# Keuka Lake Outlet
Keuka Lake Outlet – rzeka w Stanach Zjednoczonych, w stanie Nowy Jork, w hrabstwie Yates. Rzeka bierze swój początek w jeziorze Keuka, niedaleko wsi Penn Yan oraz kończy w jeziorze Seneca, niedaleko miejscowości Dresden. Obok Keuka Lake Outlet biegnie szlak turystyczny Keuka Lake Outlet Trail.